# Tristan und Isolde
Tristan et Isolde
Pour les articles homonymes, voir Tristan et Iseut (homonymie).
Personnages
- Tristan, chevalier breton, neveu du roi Marke (ténor)
- Isolde, princesse irlandaise (soprano)
- Marke, roi de Cornouailles (basse)
- Kurwenal, écuyer de Tristan (baryton)
- Brangäne, suivante d'Isolde (mezzo-soprano)
- Melot, chevalier de la cour de Marke (ténor)
- Un jeune marin (ténor)
- Un berger (ténor)
- Un pilote (baryton)
- Un timonier (basse)
- Les marins, les écuyers et les chevaliers de Cornouailles (chœurs : ténors et basses)

Airs
- Prélude — Acte I, Acte III
- O sink hernieder, Nacht der Liebe (Tristan, Isolde) — Acte II
- Mild und leise wie er lächelt (Isolde) — Acte III

Tristan und Isolde (en français Tristan et Isolde) est un opéra (action en trois actes) de Richard Wagner créé le 10 juin 1865 au théâtre royal de la Cour de Bavière à Munich sous la direction de Hans von Bülow.
Cette « action en trois actes » est la mise en musique d'un poème que Wagner avait lui-même écrit d'après la légende médiévale celtique de Tristan et Iseut. Composée entre 1857 et 1859, l'œuvre est souvent considérée comme l'une des plus importantes du théâtre lyrique occidental. Selon les interprétations, sa durée peut varier entre 3 heures 40 minutes et 4 heures 30 minutes.
Inspiré en partie par l'amour de Richard Wagner pour la poétesse Mathilde Wesendonck (mariée à Otto Wesendonck qui héberge à cette période gratuitement Wagner), Tristan et Isolde est la première œuvre créée sous le patronage du roi Louis II de Bavière. En se tournant vers l'ouest et ses mers déchirées, Wagner offre un drame qui, fondé sur une idée unique, se contorsionne sur lui-même en une passion d'une telle intensité qu'elle ne peut qu'aboutir à une fin tragique qui, plus qu'un renoncement, est une délivrance.
Tristan et Isolde est un des meilleurs exemples du projet wagnérien de transformer l'opéra en drame musical. L'audace harmonique de la musique y commence à faire éclater le cadre de la tonalité. Le prélude du premier acte est devenu une pièce orchestrale à part entière, aussi célèbre que prestigieuse.

« Mais aujourd'hui encore, je cherche en vain une œuvre qui ait la même dangereuse fascination, la même effrayante et suave infinitude que Tristan et Isolde. Le monde est pauvre pour celui qui n'a jamais été assez malade pour goûter cette “volupté de l'enfer”. »

— Friedrich Nietzsche, Ecce Homo

« Le poème de Tristan et Isolde dépasse les autres poèmes de l’amour comme l’œuvre de Richard Wagner dépasse celle des autres auteurs de son siècle : de la hauteur d’une montagne. »

— Romain Rolland

## Présentation

### Personnages

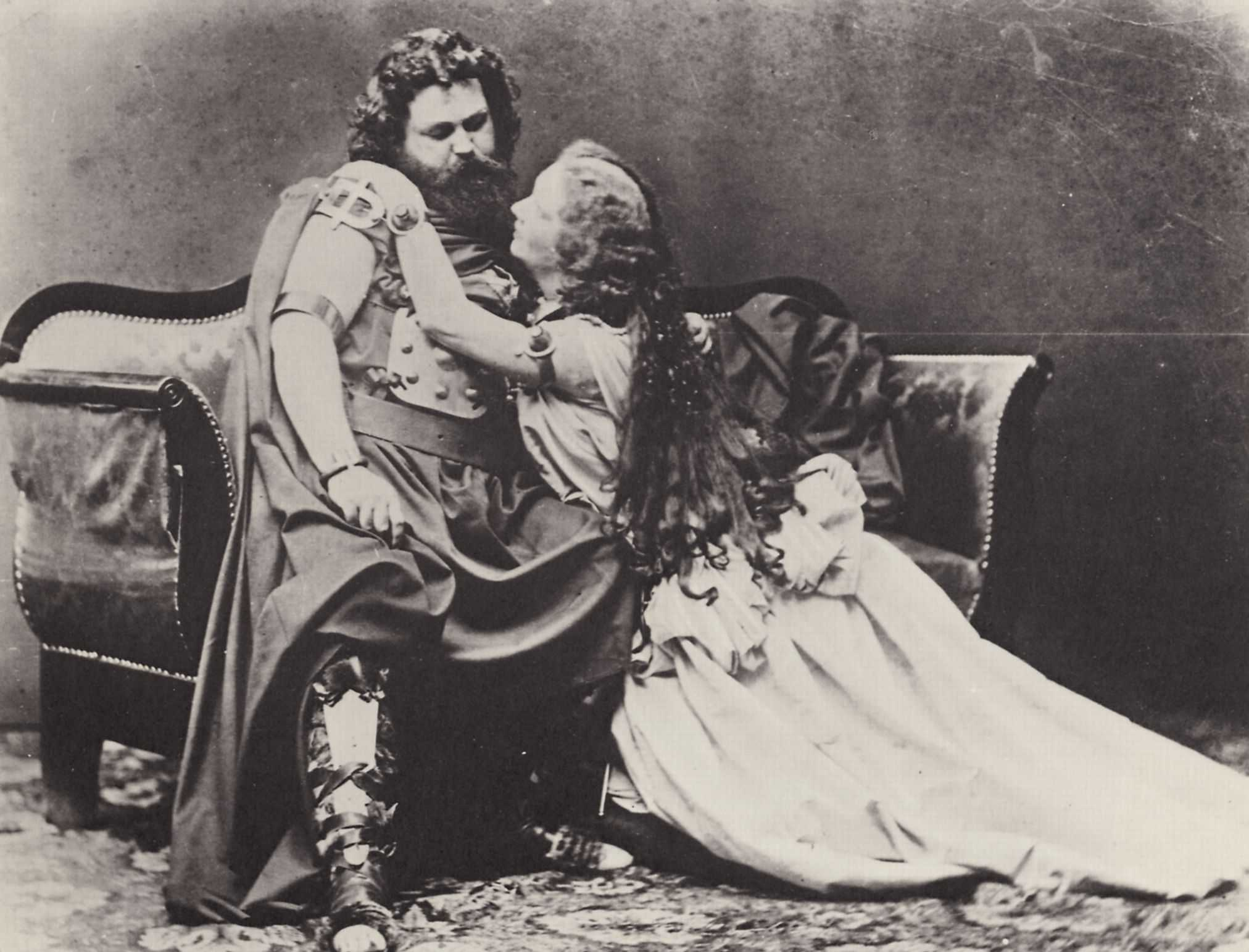
Ludwig et Malwine Schnorr von Carolsfeld dans les rôles de Tristan et Isolde lors de la première en 1865, photographie de Joseph Albert.

- Tristan, neveu du roi Marke (ténor)
- Isolde, princesse d'Irlande (soprano dramatique)
- Marke, roi de Cornouailles (basse)
- Kurwenal, écuyer de Tristan (baryton)
- Brangäne, suivante d'Isolde (mezzo-soprano)
- Melot, ami de Tristan (ténor)
- Un jeune marin (ténor)
- Un berger (ténor)
- Un pilote (baryton)
- Un timonier (basse)
- Les marins, les écuyers et les chevaliers de Cornouailles (chœurs : ténors et basses)

### Argument
L'argument est inspiré de la légende celtique de Tristan et Iseut devenu un grand thème de la littérature française et plus généralement de l'art occidental. Mais Tristan et Isolde a aussi été perçu souvent comme le symbole de l'amour impossible entre Richard Wagner et Mathilde Wesendonck.
Depuis longtemps, la Cornouailles tentait de s'affranchir de la suzeraineté du roi d'Irlande qui, afin de mater la révolte, avait dépêché sur place une expédition militaire qu'il confia à Morold, fiancé de sa fille Isolde. Armé de l'épée qu'Isolde, instruite de l'art de la magie, avait enduite de poison, Morold franchit la mer, mais au cours d'un furieux combat fut tué par Tristan, le neveu du roi de Cornouailles. Pourtant, avant de mourir, Morold, dont la tête tranchée et l'épée ébréchée avaient été envoyées au pays d'Érin au titre de seul tribut consenti, était parvenu à blesser son adversaire, qui sut dès lors que seule Isolde disposait de l'antidote contre le poison qui le rongeait. Ainsi, arrivant comme un naufragé sur les rivages d'Irlande sous le nom de Tantris, Tristan fut recueilli par Isolde qui, n'étant pas dupe du mensonge et ayant découvert dans la plaie du guerrier un morceau de la lame de Morold, prit la résolution de se venger de l'homme qui lui avait ravi son amour. Tandis qu'il dormait, Isolde brandit l'épée, s'apprêtant à terrasser Tristan qui soudainement s'éveilla : le jeune homme regarda non le glaive qui le menaçait, mais uniquement les yeux d'Isolde qui, bouleversée, lâcha l'arme et soigna son ennemi afin que, guéri, elle n'eût plus jamais à croiser ce regard qui lui avait inspiré la pitié et l'avait détournée de son but. Quelques années plus tard, la paix fut scellée par le mariage du vieux roi Marke de Cornouailles avec Isolde, événement qui, lorsque Tristan lui-même fut envoyé en ambassade pour venir chercher la jeune promise, s'accompagna d'un serment d'oubli concernant les événements passés. Pourtant, la fille d'Irlande, ne voulant imaginer qu'elle pût apporter en dot son pays à ceux qui en étaient autrefois les vassaux, n'était nullement disposée à se joindre à ce grand pardon et à se résoudre à ce mariage arrangé.

#### Acte I
Lieu : un navire voguant d'Irlande vers la Cornouailles - Tristan, accompagné de son fidèle écuyer Kurwenal, a été chargé par son oncle le roi Marke de faire venir d'Irlande sa future épouse, la princesse Isolde. Comme le voyage touche à sa fin, celle-ci sort du mutisme dans lequel elle s'est cloîtrée (scène 1) pour confier à sa suivante Brangäne un terrible secret (scène 3). Tristan, le valeureux héros admiré de tous, n'est autre que l'assassin de son fiancé Morold, tué pour affranchir le roi de Cornouailles du tribut qu'il payait au roi d'Irlande. Blessé, il avait naguère été recueilli et soigné par Isolde qui ne l'avait pas reconnu, jusqu'à ce qu'elle extraie de la plaie de Tristan un éclat qui s'adaptait exactement à une brèche de l'épée de Morold : elle découvrit alors sa véritable identité. Sur le point de se venger, elle fut arrêtée in extremis par l'ardent regard d'amour de Tristan.
Partagée entre la haine, la honte d'être ainsi livrée au vassal de son père par celui qui tua son fiancé, et l'amour inavoué et refoulé qu'elle porte à Tristan, Isolde choisit de s'unir à Tristan dans la mort (scène 4). Elle fait préparer par sa suivante un breuvage empoisonné, que Tristan accepte en toute connaissance de cause (scène 5). Brangäne, qui a tout deviné de l'amour que porte sa maîtresse à Tristan, n'a pu se résoudre à exécuter l'ordre d'Isolde, et a remplacé sans rien dire le philtre de mort par un philtre d'amour. Tristan boit, persuadé qu'il va périr ; Isolde lui arrache la coupe avant qu'il ne l'ait finie et boit aussi pour partager sa mort : ils tombent en extase l'un devant l'autre, Isolde défaille, tandis que le vaisseau accoste et que le roi Marke s'avance sous les vivats pour accueillir sa fiancée (scène 5).

#### Acte II
Lieu : la demeure d'Isolde - le roi est parti pour une chasse nocturne. Tristan vient rejoindre Isolde en secret malgré les avertissements de Brangäne. Suit alors un immense duo d'amour d'un romantisme exacerbé. De suprêmement amour, il devient peu à peu mystique : Tristan et Isolde chantent leur désir de consacrer leur amour par une mort qui serait le triomphe définitif de la Nuit sincère et douce sur le Jour vain, perfide et mensonger. Voici un extrait célèbre du livret, point final culminant du duo :
| So stürben wir, um ungetrennt, ewig einig ohne End', ohn' Erwachen, ohn' Erbangen, namenlos in Lieb' umfangen, ganz uns selbst gegeben, der Liebe nur zu leben ! | Ainsi nous mourrions pour n'être plus séparés, éternellement unis, sans fin, sans réveils, sans crainte, oubliant nos noms, embrassés dans l'amour, donnés entièrement l'un à l'autre pour ne plus vivre que l'amour ! |

Ce duo entre Tristan et Isolde est le plus long (trois quarts d'heure) de l'histoire de la musique. Le tête-à-tête est soudainement interrompu par l'arrivée de Marke et de ses hommes. C'est le chevalier Melot, soi-disant ami de Tristan, lui aussi amoureux secret et transi d'Isolde, qui par jalousie a manigancé la chasse nocturne et le retour précipité du roi, pour surprendre les amants. Le roi, dans un long monologue, exprime alors toute l'affliction qu'il ressent en se voyant trahi par celui qu'il aimait plus que tout au monde, à qui il avait légué pouvoir et biens. Tristan, déconnecté du monde qui l'entoure, invite Isolde à le suivre dans le pays où il se rend maintenant, le pays de la mort. Puis il défie Melot et se jette sur lui l'épée haute, mais ce n'est pour lui qu'un simulacre, il laisse Melot le frapper.

#### Acte III

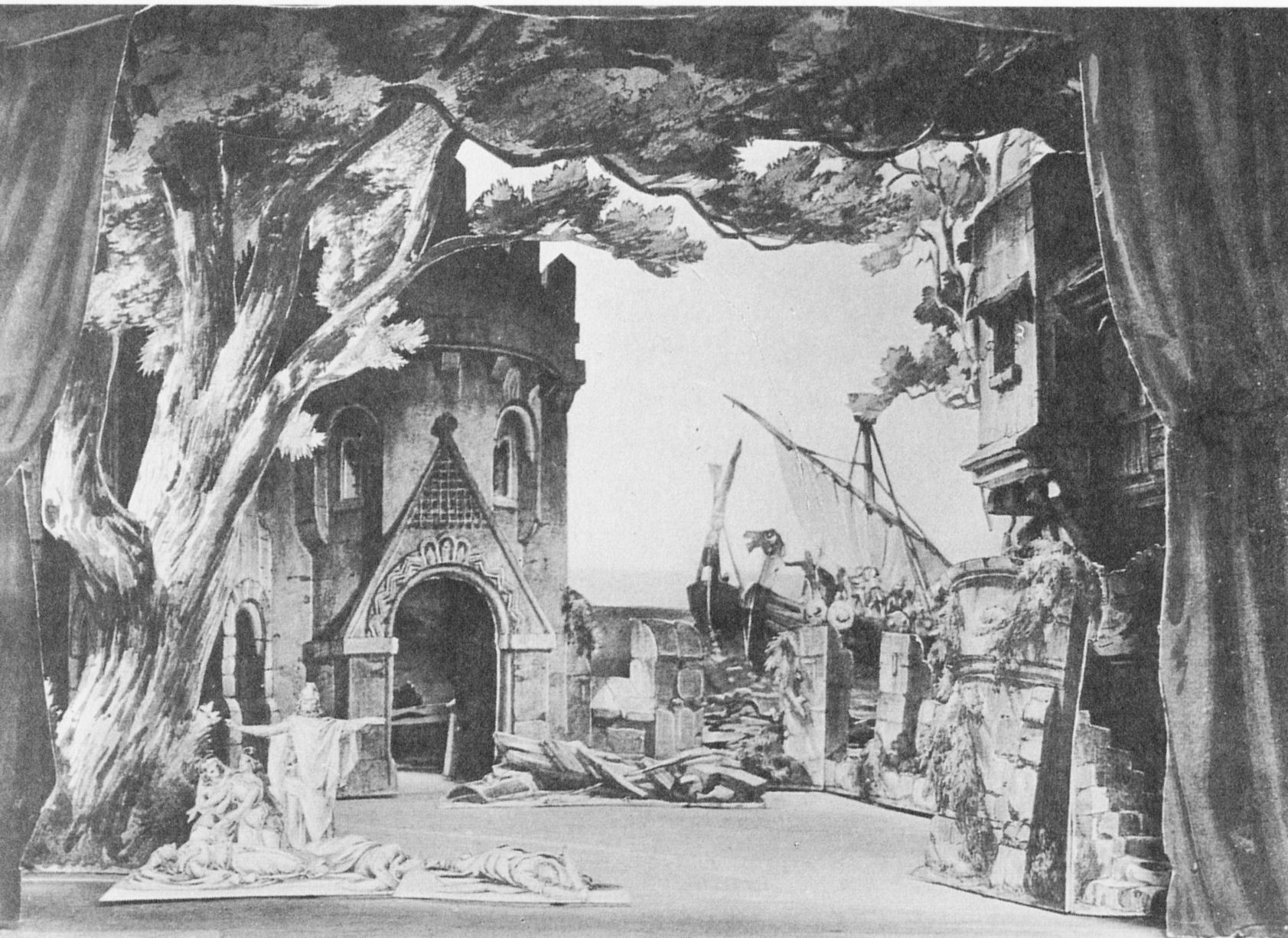
Maquette du décor d'Angelo Quaglio pour l'acte III lors de la première représentation à Munich le 10 juin 1865.

Lieu : Karéol, le château de Tristan, en Bretagne - Tristan n'a pas été tué par Melot ; grièvement blessé, il a été ramené en son château par Kurwenal, et est plongé dans une mortelle torpeur. L'écuyer veille sur lui. Un berger est chargé de surveiller la mer, et de jouer sur son chalumeau un air gai si un navire approche portant le pavillon d'Isolde, la seule à pouvoir sauver Tristan. Mais pour l'instant, il ne peut que jouer une triste et ancienne mélopée. Cela réveille Tristan, qui revoit défiler toute sa vie, et s'exalte au souvenir de son amour pour Isolde qu'il veut revoir pour enfin pouvoir mourir, et il perd à nouveau connaissance. Kurwenal le ranime avec peine, et soudain retentit la joyeuse mélodie du pâtre. Isolde arrive ! Dans un état d'excitation extrême, Tristan arrache alors ses bandages, s'élance à la rencontre d'Isolde, qui le reçoit dans ses bras, et dans un dernier regard extatique faisant écho à leur premier regard d'autrefois, Tristan expire en murmurant le nom d'Isolde, qui tente en vain de le rappeler à la vie.
Le pâtre annonce un autre navire : c'est Marke. Kurwenal saute sur ses armes et tente de s'opposer à l'escorte de Marke, il tue Melot, mais il succombe sous le nombre et est tué. Marke a été mis au courant par Brangäne du secret du philtre qui ne faisait que rendre possible l'amour de Tristan et Isolde, et plein de pardon il venait unir son parent le plus cher à Isolde, à qui il reproche doucement de n'avoir pas tout dit, le malheur eût ainsi été évité. Mais Isolde ne l'entend plus : en extase devant le cadavre de Tristan, son âme la quitte, elle meurt d'amour sur le corps de son amant. Marke, consterné, bénit les cadavres. L'air s'achève sur le Liebestod.

### Exemples de leitmotive
Voici, à titre d'illustration, quelques-uns des très nombreux motifs de l'opéra.
- Ceux qu'on peut entendre dans le prélude, d'importances inégales :

- Quelques autres motifs parmi les plus importants :

### Orchestration
| Instrumentation de Tristan und Isolde |
| Cordes |
| premiers violons, seconds violons, altos, violoncelles, contrebasses, 1 harpe,                                                                  |
| Bois |
| 3 flûtes, 1 flûte piccolo 2 hautbois, 1 cor anglais, 1 cor anglais (sur scène), 2 clarinettes en la, 1 clarinette basse en si bémol, 3 bassons, |
| Cuivres |
| 4 cors en fa, 6 cors en do (sur scène), 2 trompettes, 3 trompette en ut (sur scène), 3 trombones, 3 trombones (sur scène), 1 tuba,              |
| Percussions |
| timbales, cymbales, triangle, |

## Réception

### Création
Tristan und Isolde s'est avéré être un opéra difficile à mettre en scène : Wagner a longtemps envisagé diverses possibilités pour le lieu. En 1857, il est invité par un représentant de Pierre II, empereur du Brésil, à monter ses opéras à Rio de Janeiro (en italien, langue de l'Opéra impérial). Après avoir envoyé quelques exemplaires reliés de ses premiers opéras à l'empereur, le projet stagne et n'aboutit pas. Il propose alors que la première ait lieu à Strasbourg, à la suite de l'intérêt manifesté pour le projet par la grande-duchesse de Bade. Encore une fois, le projet n’aboutit pas. Ses pensées se tournent alors vers Paris, centre du monde lyrique au milieu du XIXe siècle. Cependant, après les représentations désastreuses de Tannhäuser à l'Opéra de Paris, Wagner propose l'œuvre à l'opéra de Karlsruhe en 1861, c'est encore un refus.
Wagner se tourne alors vers l'Opéra d'État de Vienne : après plus de 70 répétitions, l'opéra échoue à être mis en scène, ce qui lui vaut la réputation d'injouable. Ce n'est qu'après que le roi Louis II de Bavière soit devenu mécène de Wagner que suffisamment de ressources ont pu être trouvées pour organiser la première de Tristan und Isolde. Hans von Bülow est choisi pour diriger la production au Théâtre National de Munich. Au départ prévue le 15 mai 1865, la première est reportée du fait d'un enrouement de Malvina Schnorr von Carolsfeld, qui chantait le rôle d'Isolde. L'œuvre fut finalement créée le 10 juin 1865, avec le mari de Malvina, Ludwig, dans le rôle de Tristan. Des productions suivront à Weimar, à Berlin, et une année après la mort du compositeur, à Bayreuth.

### Accueil critique
Bien que Tristan et Isolde soit désormais largement joué dans les plus grandes maisons d'opéra du monde, l'opinion critique à l'égard de l'opéra était initialement défavorable, malgré des critiques positives à l'égard de la performance stricte des chanteurs. L'édition du 5 juillet 1865 de l'Allgemeine musikalische Zeitung rapporte : « [Wagner] fait de la sensualité elle-même le véritable sujet de son drame.... Nous pensons que la mise en scène du poème Tristan et Isolde équivaut à un acte d'indécence. Wagner ne nous montre pas la vie des héros des sagas nordiques qui édifieraient et fortifieraient l'esprit de son public allemand. Ce qu'il présente, c'est la ruine de la vie des héros par la sensualité. » En 1868, Eduard Hanslick réagit au prélude de Tristan en écrivant qu'il "rappelle la vieille peinture italienne d'un martyr dont les intestins sont lentement déroulés de son corps sur une bobine". La première représentation au Theâtre Drury Lane de Londres suscite des réactions dans le journal The Era en 1882 : « Nous ne pouvons nous empêcher de protester contre le culte de la passion animale, qui est si frappant dans les dernières œuvres de Wagner. Certes, il n'y a rien de plus repoussant dans Tristan que dans La Walkyrie, mais le système est le même. La passion est impie en soi et sa représentation est impure, et pour ces raisons nous nous réjouissons de croire que de telles œuvres ne deviendront pas populaires. S’il elles le devenaient, nous sommes certains que leur tendance serait malfaisante, et il y a donc lieu de se féliciter du fait que la musique de Wagner, malgré toute son habileté et sa puissance merveilleuses, repousse plus de monde qu’elle ne fascine. »

## Influences

### Schopenhauer
En 1854, le poète et ami du compositeur Georg Herwegh lui fait lire l'œuvre du philosophe Arthur Schopenhauer. Le compositeur est alors immédiatement frappé par les idées philosophiques que l'on retrouve dans Le Monde comme Volonté et Représentation (Die Welt als Wille und Vorstellung), et les similitudes entre leurs visions du monde.
L'homme, selon Schopenhauer, est animé par des désirs continus et irréalisables. Le fossé entre nos désirs et la possibilité de les réaliser conduit à la misère. Notre représentation du monde, ce qui nous apparaît, est le phénomène, tandis que la réalité inconnaissable est la chose en soi ; concepts initialement posés par Kant.
Cette idée se retrouve particulièrement dans le célèbre accord de Tristan : son instabilité tonale peut alors traduire l'amour impossible entre les deux protagonistes, cette envie permanente mais irréalisable. Ce n'est qu'après la Liebestod d'Isolde que l'accord se résout. Le parachèvement de l'amour des deux personnages ne se fait que dans la mort : il leur est donc impossible d'assouvir leurs désirs sur Terre.
Cette représentation du monde peut se lire par ailleurs dans les deux derniers actes. Au deuxième acte, Wagner utilise la métaphore du Jour et de la Nuit pour désigner les royaumes habités par Tristan et Isolde. Le royaume du Jour est le monde dans lequel les amants doivent étouffer leur amour mutuel et faire comme s'ils ne se souciaient pas l'un de l'autre : c'est un royaume de mensonge et d'irréalité, mais c'est ce qui doit apparaître aux autres. Le royaume de la Nuit, en revanche, est la représentation de la réalité intrinsèque, dans laquelle les amoureux peuvent être ensemble et leurs désirs peuvent être ouvertement exprimés et se réaliser : c'est le royaume de l'unité, de la vérité et ne peut être atteint pleinement que par la mort des amants. Le royaume de la Nuit devient donc aussi le royaume de la mort : le seul monde dans lequel Tristan et Isolde peuvent ne faire qu'un pour toujours, et c'est de ce royaume dont parle Tristan à la fin de l'acte II (« Dem Land das Tristan meint, der Sonne Licht nicht scheint"). Ainsi, Wagner assimile implicitement le domaine du Jour au phénomène et le domaine de la Nuit à la chose en soi.
La vision du monde de Schopenhauer dicte que la seule façon pour l'homme d'atteindre la paix intérieure est de renoncer à ses désirs : un thème que Wagner a pleinement exploré dans son dernier opéra, Parsifal. En fait, Wagner a même envisagé de faire rencontrer le personnage de Parsifal à Tristan lors de ses souffrances dans l'acte III, mais a ensuite renoncé à cette idée.

#### Limites
Klaas A. Posthuma soutient que ni Tristan ni Isolde n'essaient un seul instant d'ignorer les sentiments d'amour de l'autre ou de les surmonter. Au contraire, ils cèdent à leurs sentiments de tout leur cœur – mais en secret. Un tel comportement n'a alors rien à voir avec l'affirmation de Schopenhauer. Un autre point important de la philosophie de Schopenhauer est son point de vue selon lequel le bonheur ne peut être trouvé avec une seule femme – c'est la raison pour laquelle il ne se marie jamais. Mais pour Tristan, il n'y a qu'une seule femme, Isolde, avec la Mort comme alternative. Et cela conduit à la conclusion inévitable que ce n'est pas Schopenhauer et sa doctrine qui sont responsables de la création du sublime drame musical de Wagner, mais son propre désir inassouvi pour la femme qu'il a rencontrée et aimée au cours de ces années, Mathilde Wesendonck.

### Roméo et Juliette(Berlioz)
Roméo et Juliette de Berlioz (1803-1869) faisait l’admiration de Richard Wagner qu'il découvrit en 1839. En 1860, il envoya au compositeur français la partition complète publiée de Tristan et Isolde avec la mention « Au grand et cher auteur de Roméo et Juliette l'auteur reconnaissant de Tristan et Isolde ». Wagner a reconnu s'être fortement inspiré de l'adagio de Roméo et Juliette pour son opéra Tristan et Isolde[réf. souhaitée].
Dans la 4e de ses six conférences à Harvard en 1973 (à 1:00:11), Léonard Bernstein analyse la symphonie dramatique de Berlioz, œuvre novatrice, et démontre le lien de parenté évident entre le début du mouvement « Roméo seul » (1839) et le début de Tristan et Isolde de Wagner (1860).

## Discographie sélective
Les interprètes solistes sont cités dans l'ordre suivant : Tristan, Isolde, Brangäne, Kurwenal, Marke.
- Karl Elmendorff, 1928

Gunnar Graarud, Nanny Larsén-Todsen, Anny Helm, Rudolf Bockelmann, Ivar Andresen, Chœur et Orchestre du Festival de Bayreuth. (quelques coupures)
- Fritz Reiner, 1936

Lauritz Melchior, Kirsten Flagstad, Sabine Kalter, Herbert Janssen, Emanuel List,
Chœur et Orchestre de l'Opéra Royal de Covent Garden, enregistré sur le vif juin 1936.
- Thomas Beecham, 1937

Lauritz Melchior, Kirsten Flagstad, Margarete Klose, Herbert Janssen, Sven Nilson, Chœur et Orchestre de l'Opéra Royal de Covent Garden.
En raison d'une méprise qu'il a reconnue, EMI ne possède pas d'enregistrement intégral dirigé par Thomas Beecham. L'enregistrement CD de 1991 mélange en réalité deux sources : l'enregistrement de mai 1936 par Fritz Reiner (voir référence précédente) pour le prélude et la majeure partie du premier acte, et les deux derniers tiers du troisième acte (les interprètes doivent être corrigés comme suit : Sabine Kalter, Brangäne ; Emanuel List, le roi Marke) ; l'enregistrement de juin 1937 par Thomas Beecham pour le deuxième acte et le premier tiers du troisième acte.
- Erich Leinsdorf, 1943

Lauritz Melchior, Helen Traubel, Kerstin Thorborg, Julius Huehn, Alexander Kipnis, Chœur et Orchestre du Metropolitan Opera.
- Erich Kleiber, 1948

Set Svanholm, Kirsten Flagstad, Viorica Ursuleac, Hans Hotter, Ludwig Weber, Chœur et Orchestre du Teatro Colon de Buenos-Aires.
- Hans Schmidt-Isserstedt, 1949

Max Lorenz, Paula Baumann, Margarete Klose, Carl Kronenberg, Gottlob Frick, Chœur et Chœur et orchestre de la NDR de Hamburg.
- Hans Knappertsbusch, 1950

Günther Treptow, Helena Braun, Margarete Klose, Paul Schöffler, Ferdinand Frantz, Chœur et Orchestre de l'Opéra d'État de Bavière.
- Victor de Sabata, 1951

Max Lorenz, Gertrud Grob-Prandl, Elsa Cavelti, Sigurd Björling, Sven Nilsson, Chœur et Orchestre de la Scala de Milan.
- Herbert von Karajan, 1952

Ramon Vinay, Martha Mödl, Ira Malaniuk, Hans Hotter, Ludwig Weber, Chœur et orchestre du Festival de Bayreuth.
- Wilhelm Furtwängler, 1952

Ludwig Suthaus, Kirsten Flagstad (et Elisabeth Schwarzkopf pour le contre-ut de l'acte 2), Blanche Thebom, Dietrich Fischer-Dieskau, Josef Greindl, Chœur de l'Opéra Royal de Covent Garden, Philharmonia Orchestra, Londres ; chœurs de l'opéra royal de Covent Garden.
- Herbert von Karajan, 1959

Wolfgang Windgassen, Birgit Nilsson, Hilde Rössl-Majdan, Gustav Neidlinger, Hans Hotter, Chœur et Orchestre de la Scala de Milan.
- Georg Solti, 1961

Fritz Uhl (en), Birgit Nilsson, Regina Resnik, Tom Krause, Arnold van Mill, Chœur du Musikverein de Vienne, Orchestre philharmonique de Vienne.
- Karl Böhm, 1966

Wolfgang Windgassen, Birgit Nilsson, Christa Ludwig, Eberhard Waechter, Martti Talvela, Chœur et orchestre du Festival de Bayreuth
- Pierre Boulez, 1969

Wolfgang Wingassen, Birgit Nilsson, Herta Töpper, Mark Andersson, Hans Hotter, Festival de Bayreuth 'on tour' à Osaka - enregistrement vidéo en noir et blanc.
- Horst Stein, 1971

Jon Vickers, Birgit Nilsson, Grace Hoffmann, Norman Mittelmann, Franz Crass, Chœur et Orchestre du Teatro Colon de Buenos-Aires.
- Herbert von Karajan, 1972

Jon Vickers, Helga Dernesch, Christa Ludwig, Walter Berry, Karl Ridderbusch, Chœur du Deutsche Oper de Berlin, Orchestre philharmonique de Berlin.
- Karl Böhm, 1973

Jon Vickers, Birgit Nilsson, Ruth Hesse, Walter Berry, Bengt Rundgren, Chœur New Philharmonia, Orchestre National de l'ORTF - enregistrement vidéo au Festival d'Orange, 7 juillet 1973, mise en scène Nikolaus Lehnhoff.
- Reginald Goodall, 1981

Alberto Remedios, Linda Esther Gray, Felicity Palmer, Norman Bailey, John Tomlinson, Chœur et Orchestre de l'Opera National Gallois (en anglais).
- Leonard Bernstein, 1981

Peter Hoffmann, Hildegard Behrens, Yvonne Minton, Bernd Weikl, Hans Sotin, Chœur et Orchestre de la Radio Bavaroise.
- Carlos Kleiber, 1982

René Kollo, Margaret Price, Brigitte Fassbaender, Dietrich Fischer-Dieskau, Kurt Moll, Chœur de la Radio de Leipzig, Staatskapelle de Dresde.
- Daniel Barenboim, 1983

René Kollo, Johanna Meier, Hanna Schwarz, Hermann Becht, Matti Salminen, Chœur et Orchestre du Festival de Bayreuth - enregistrement vidéo, mise en scène Jean-Pierre Ponnelle.
- Jiri Kout, 1993

René Kollo, Gwyneth Jones, Hanna Schwarz, Gerd Feldhoff, Robert Lloyd, Deutsche Oper de Berlin - enregistrement vidéo au NHK Hall de Tokyo, mise en scène Götz Friedrich.
- Daniel Barenboim, 1995

Siegfried Jerusalem, Waltraud Meier, Marjana Lipovsek, Falck Struckmann, Matti Salminen, Cheur du Staatsoper de Berlin, Orchestre Philharmonique de Berlin.
- Zubin Mehta, 1998

Jon Frederic West, Waltraud Meier, Marjana Lipovsek, Bernd Weikl, Kurt Moll, Chœur du Bayrisches Staatsoper, Orchestre d'État de Bavière - enregistrement vidéo, mise en scène Peter Konwitschny.
- Christian Thielemann, 2003

Thomas Moser, Deborah Voigt, Petra Lang, Peter Weber, Robert Holl, Chœur et Orchestre du Staatsoper de Vienne.
- Antonio Pappano, 2004

Plácido Domingo, Nina Stemme, Mihoko Fujimura, Olaf Bär, René Pape, Chœur et Orchestre de l'Opéra Royal de Covent Garden.
- Daniel Barenboim, 2007

Ian Storey, Waltraud Meier, Michelle DeYoung, Gerd Grochowski, Matti Salminen - enregistrement vidéo, mise en scène de Patrice Chéreau.
- Peter Schneider, 2009

Robert Dean Smith, Iréne Theorin, Michelle Breedt, Jukka Rasilainen, Robert Holl, Chœur et Orchestre du Festival de Bayreuth - enregistrement vidéo, mise en scène Christoph Marthaler.
- Marek Janowski, 2012 - Stephen Gould, Nina Stemme, Kwangchul Youn, Michelle Breedt, Johan Reuter, Rundfunkchor Berlin, Rundfunk-Sinfonieorchester Berlin, – PentaTone classics

### Littérature
- Tristan est une courte nouvelle assez ironique de Thomas Mann qui reprend à la fois le thème de l'amour impossible et dont l'intrigue se noue (ou se dénoue) autour de la réduction pour piano de l'opéra de Wagner.
- Carollina Fabinger, Tristano e Isotta. Una piccola storia sul destino e sull'amore eterno, Nuages, Milano 2009 -  (ISBN 9788886178907) (livre illustré pour les enfants)

### Filmographie
- 1970 (initialement série de télévision) : André Vandernoot (direction de l'orchestre), Claude Heater, Jacqueline Van Quaille, Maryse Patris, Josef Greindl (voix) et Maurice De Groote (acteur) pour le rôle de Marke, Dan Richardson, Robert Van Helvert, Louis Devos, Armand Battel, Orchestre symphonique de la RTBF
[vidéo] « Disponible », sur YouTube.

Le prélude de l'opéra est le thème principal de la bande originale du film Melancholia. Aussi utilisé dans une des nombreuses pistes musicales d'Un chien andalou, court métrage de Buñuel.
Bernard Herrmann remet l'opéra au goût du jour en composant une variation sur le même tempo pour la bande originale du film Vertigo d'Hitchcock.